# Óblast autónomo de Alto Badajshán
El óblast autónomo de Alto Badajshán (en ruso: Го́рно-Бадахша́нская автоно́мная о́бласть, Gorno-Badakchanskaia avtonomnaia oblast) fue un óblast autónomo de la RSS de Tayikistán, en la Unión Soviética. Su capital era la ciudad de Khorugh. La región tenía una población de aproximadamente 150 000 personas, a menudo aislada del resto del país por aludes, corrimientos de tierras o inundaciones. Es un territorio compuesto únicamente por pasos de montañas y valles estrechos (al oeste) y la meseta del Pamir (al este).
La lengua vehicular es el pamiri, si bien cada valle que posee su propio dialecto. El ruso es igualmente utilizado por la mayoría de la población. La gente en su mayoría son ismaelitas, y obtienen beneficios de la ayuda estatal del Aga Khan. Este último permite la construcción de escuela, de universidad, y de infraestructuras (puentes, carreteras, casas).

## Historia
El oblast autónomo del Alto Badajshán fue creado el 2 de enero de 1925, dentro de la República Autónoma Socialista Soviética de Tayikistán (incluida a su vez en la RSS de Uzbekistán), y la cual devino en la RSS de Tayikistán en 1929.
Después de la disolución de la Unión Soviética y la posterior independencia de Tayikistán, la región se convirtió en la provincia autónoma del Alto Badajshán.
- Datos: Q3108455